# آستین ماکسی
آستین ماکسی (Austin Maxi) خودرویی است که در سال‌های ۱۹۶۹ تا ۱۹۸۱تولید شده‌است. وزن آن در حالت طبیعی ۲٬۱۵۶ پوند (۹۷۸ کیلوگرم) است. سیستم جعبه‌دندهٔ آن ۴ دنده به دو صورت خودکار و دستی است.